# Hasmik Papian
Hasmik Papian (oryg. Հասմիկ Պապյան; ur. 2 września 1961 w Erywaniu) - ormiańska sopranowa śpiewaczka operowa. 
Studiowała w Erywaniu, najpierw grę na skrzypcach, później śpiew. Zadebiutowała na deskach Ormiańskiej Opery Narodowej w Erywaniu, następnie została zaproszona do występów jako solistka m.in. w operze w Bonn i w Deutsche Oper am Rhein w Düsseldorfie. Wkrótce potem rozpoczęła się jej kariera światowa. Występowała m.in. w Metropolitan Opera i Carnegie Hall w Nowym Jorku, mediolańskiej La Scali, w paryskiej Opéra Bastille, w Operze Wiedeńskiej i berlińskiej.